# Cityfix
Cityfix is een Duits historisch merk van motorfietsen en scooters.
De bedrijfsnaam was: Gottfried Delius Fahrzeugfabrik, Osnabrück.
Gottfried Delius bouwde vanaf 1949 onder de merknaam "Cityfix" 1949 tot 1953 lichte motorfietsen met 58cc-Lutz- en 98cc-Sachs-motoren bouwde. Er werden met dezelfde blokken ook scooters gebouwd, maar in 1952 moest de productie worden beëindigd.